# PR-radio

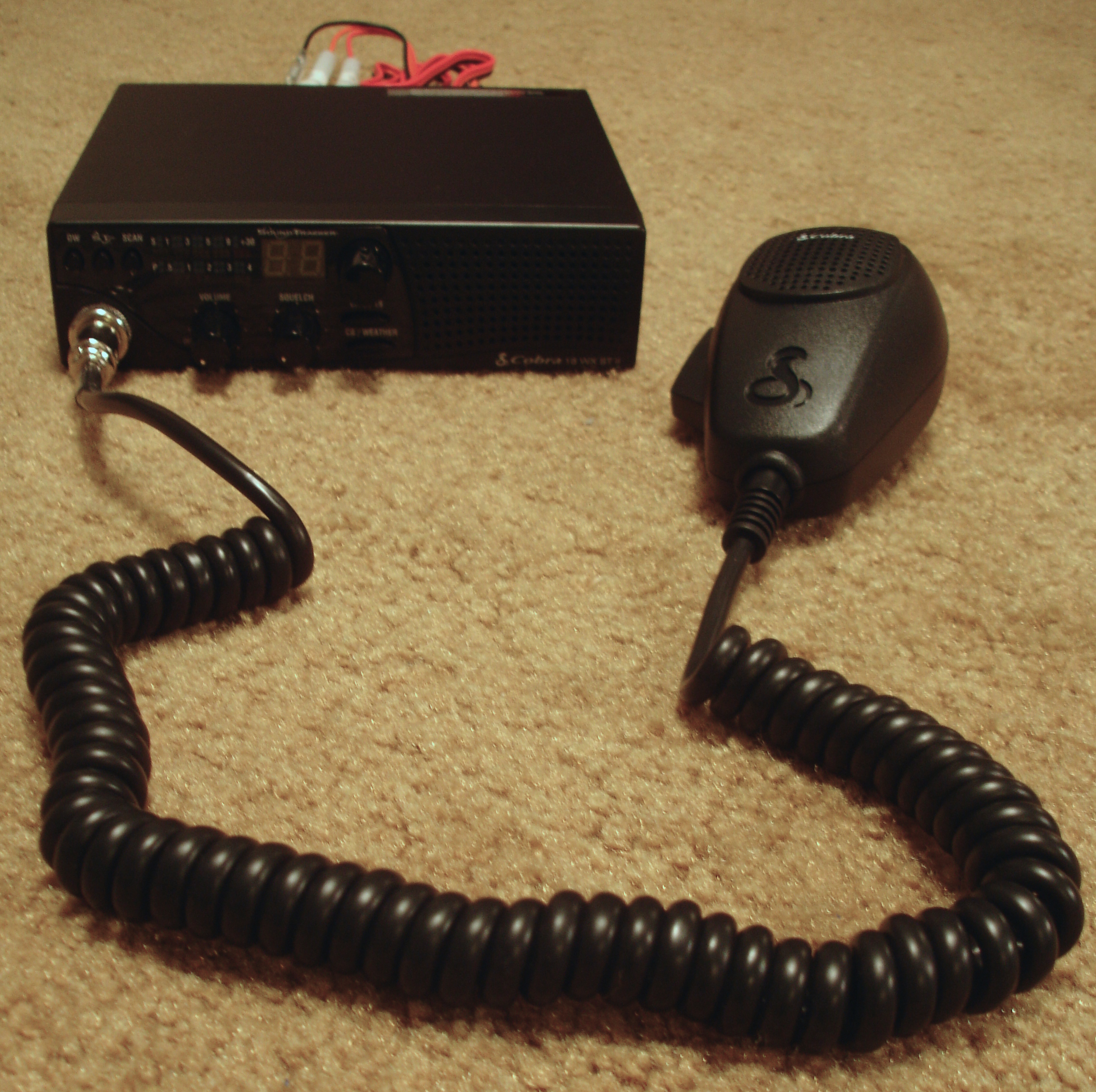
En CB-radio för fordonsinstallation.

PR-radio, CB-radio (Citizens Band), PR 27-radio och LA-radio är kommunikationsradioapparater som fungerar på det avgiftsfria frekvensbandet kring 27 MHz (kortvåg – våglängd c:a 11 meter). Samtal förmedlas inte till eller från det allmänna telefonnätet. Apparaterna skall vara godkända, men användaren behöver inget eget tillstånd.
Frekvensbandet, som kallades privatradiobandet eller "medborgarbandet", öppnades för trafik år 1961.[I USA verkar året vara 1958?] Det är numera indelat i 40 kanaler, varav LA-apparaterna använder kanalerna 1-22, PR- och CB-apparaterna kanalerna 1-40. LA-apparaterna använder AM och FM, PR 27-apparaterna FM och CB-apparaterna FM, AM och SSB. Med en CB-apparat kan man vara i kontakt med de andra apparattyperna genom att välja lämplig modulation och lämplig kanal.
Räckvidden varierar starkt på det använda frekvensbandet, från en eller ett par kilometer till tiotals kilometer. Viktiga faktorer som påverkar räckvidden är aktuell störningsnivå (som tidvis kan vara mycket hög på 27 MHz-bandet, särskilt vid åren omkring solfläcksmaximum), antennens storlek och antennens höjd över terrängen. 
Kommunikationen är inte krypterad och kan således höras av alla med en motsvarande apparat eller skanner, men kommunikationen är konfidentiell: i allmänhet får man inte berätta om ett samtal eller dess innehåll, om det inte var avsett för allmän mottagning.
Tidigare måste man söka tillstånd och betala en årlig licensavgift till Televerket, och fick då också en anropssignal tilldelad som man skulle använda. Något kunskapsprov behövde dock inte avläggas. År 1993 blev PR-radion tillstånds- och licensfri.